# Флаги Якутии (сельские поселения)
Список флагов муниципальных образований наделённых статусом сельского поселения Республики Саха (Якутия) Российской Федерации.
На 1 января 2015 года в Якутии насчитывалось 361 сельское поселение.

## Действующие флаги
| Флаг | Наименование | Дата утверждения | Номер в ГГР |
| ---- | --- | ---------------- | ----------- |
| А    | |                  |             |
|      | Флаг муниципального образования «Абагинский наслег» Амгинского улуса (района)                                            |                  | 9381        |
|      | Флаг муниципального образования «Алазейский наслег» Среднеколымского улуса (района)                                      | 4 мая 2006       | 6444        |
|      | Флаг муниципального образования «Национальный наслег Анамы» Алданского района                                            | 7 июля 2009      | 6622        |
|      | Флаг муниципального образования «Арбынский наслег» Намского улуса                                                        | 9 июля 2015      |             |
|      | Флаг муниципального образования «Арылахский наслег» Вилюйского улуса (района)                                            | 3 апреля 2009    | 6424        |
|      | Флаг муниципального образования «Арылахский наслег» Верхнеколымского района                                              | 31 июля 2009     |             |
| Б    | |                  |             |
|      | Флаг муниципального образования «Баппагайинский наслег» Вилюйского улуса (района)                                        | 15 июня 2009     | 6614        |
|      | Флаг муниципального образования «Бахсытский наслег» Чурапчинского улуса (района)                                         |                  | 9408        |
|      | Флаг муниципального образования «Баягантайский наслег» Томпонского района                                                | 29 января 2014   | 9400        |
|      | Флаг муниципального образования «Бёкчёгинский наслег» Вилюйского улуса (района)                                          | 18 апреля 2009   | 6594        |
|      | Флаг муниципального образования «Бестяхский наслег» Жиганского национального эвенкийского района                         | 2 июня 2008      |             |
|      | Флаг муниципального образования «Беченчинский наслег» Ленского района                                                    | 28 декабря 2009  | 6604        |
|      | Флаг муниципального образования «Болтогинский наслег» Чурапчинского улуса (района)                                       | 23 января 2008   |             |
|      | Флаг муниципального образования »Болугурский наслег" Чурапчинского улуса (района)                                        | 21 марта 2013    | 9410        |
|      | Флаг муниципального образования «Борогонский наслег» Вилюйского улуса (района)                                           | 17 марта 2009    | 6426        |
| Д—К  | |                  |             |
|      | Флаг муниципального образования «Доллунский наслег» Мегино-Кангаласского улуса                                           | 22 июня 2009     | 6606        |
|      | Флаг муниципального образования «Едейский наслег» Намского улуса                                                         | 17 января 2011   | 6608        |
|      | Флаг муниципального образования «Ёкюндюнский наслег» Вилюйского улуса (района)                                           | 22 января 2009   | 6428        |
|      | Флаг муниципального образования «Жиганский эвенкийский национальный наслег» Жиганского национального эвенкийского района | 24 апреля 2008   | 6616        |
|      | Флаг муниципального образования «Кебекёнский наслег» Намского улуса                                                      |                  |             |
|      | Флаг муниципального образования «Кировский эвенский национальный наслег» Кобяйского улуса (района)                       |                  | 9386        |
|      | Флаг муниципального образования «Крестяхский наслег» Сунтарского улуса (района)                                          |                  |             |
|      | Флаг муниципального образования «Кыргыдайский наслег» Вилюйского улуса (района)                                          | 30 марта 2010    | 6590        |
|      | Флаг эвенкийского муниципального образования «Кыстатыам» Жиганского национального эвенкийского района                    |                  | 9384        |
|      | Флаг муниципального образования «Кюлетский 2-й наслег» Вилюйского улуса (района)                                         | 4 апреля 2009    | 6430        |
| Л    | |                  |             |
|      | Флаг муниципального образования «Легойский наслег» Усть-Алданского улуса (района)                                        | 9 июня 2011      |             |
|      | Флаг муниципального образования «Лёкёчёнский наслег» Вилюйского улуса (района)                                           | 18 марта 2009    | 6432        |
|      | Флаг муниципального образования «Ленский наслег» Намского улуса                                                          |                  | 9392        |
|      | Флаг муниципального образования «Линдинский наслег» Жиганского национального эвенкийского района                         | 23 июня 2008     | 6436        |
|      | Флаг муниципального образования «Люччегинский 2-й наслег» Кобяйского улуса (района)                                      |                  | 8126        |
| М    | |                  |             |
|      | Флаг муниципального образования «Маймагинский наслег» Намского улуса                                                     | 16 июня 2010     | 6624        |
|      | Флаг муниципального образования «Мархинский наслег» Нюрбинского района                                                   | 4 марта 2009     | 6442        |
|      | Флаг муниципального образования «Мегино-Алданский наслег» Томпонского района                                             |                  | 9402        |
|      | Флаг муниципального образования «Модутский наслег» Намского улуса                                                        |                  |             |
|      | Флаг муниципального образования «Момский национальный наслег» Момского района                                            | 13 декабря 2007  |             |
|      | Флаг муниципального образования «Мугудайский наслег» Чурапчинского улуса (района)                                        | 5 июня 2013      | 9412        |
|      | Флаг муниципального образования «Мукучунский наслег» Кобяйского улуса (района)                                           | 11 мая 2009      | 6602        |
|      | Флаг муниципального образования «Мюрюнский наслег» Усть-Алданского улуса (района)                                        | 16 апреля 2009   | 6632        |

| Флаг | Наименование                                                                                                 | Дата утверждения | Номер в ГГР |
| ---- | --- | ---------------- | ----------- |
| Н—П  | |                  |             |
|      | Флаг муниципального образования «Намский наслег» Верхневилюйского улуса (района)                             | 23 марта 2012    |             |
|      | Флаг муниципального образования «Наторинский наслег» Ленского района                                         |                  | 9390        |
|      | Флаг муниципального образования «Нахаринский 2-й наслег» Мегино-Кангаласского улуса                          |                  | 8118        |
|      | Флаг муниципального образования «Нижне-Бытантайский наслег» Эвено-Бытантайского национального улуса (района) | 25 сентября 2009 | 6634        |
|      | Флаг муниципального образования «Нижилинский наслег» Кобяйского улуса (района)                               |                  | 9388        |
|      | Флаг муниципального образования «Октябрьский наслег» Нюрбинского района                                      | 27 мая 2009      | 6610        |
|      | Флаг муниципального образования «Онёрский наслег» Усть-Алданского улуса (района)                             |                  |             |
|      | Флаг муниципального образования «Орто-Нахаринский наслег» Ленского района                                    | 20 января 2010   |             |
|      | Флаг муниципального образования «Петропавловский национальный наслег» Усть-Майского улуса (района)           | 15 сентября 2010 | 6620        |
| Р—С  | |                  |             |
|      | Флаг муниципального образования «Сасыльский наслег» Томпонского района                                       | 28 марта 2016    |             |
|      | Флаг муниципального образования «Соловьевский наслег» Чурапчинского улуса (района)                           | 25 декабря 2009  |             |
|      | Флаг муниципального образования «Средне-Амгинский наслег» Таттинского улуса (района)                         | 4 декабря 2015   |             |
| Т—Х  | |                  |             |
|      | Флаг муниципального образования «Тасагарский наслег» Вилюйского улуса (района)                               | 10 июля 2010     | 6596        |
|      | Флаг муниципального образования «Таттинский наслег» Таттинского улуса                                        | 1 июня 2010      | 6627        |
|      | Флаг муниципального образования «Тылгынинский наслег» Вилюйского улуса (района)                              |                  | 8124        |
|      | Флаг муниципального образования «Тыллыминский 1-й наслег» Мегино-Кангаласского улуса                         | 31 мая 2012      |             |
|      | Флаг муниципального образования «Улахан-Чистайский национальный наслег» Момского района                      | 5 марта 2013     |             |
|      | Флаг муниципального образования «Хагынский наслег» Вилюйского улуса (района)                                 | 2 июня 2009      | 6598        |
|      | Флаг муниципального образования «Халарчинский чукотский национальный наслег» Нижнеколымского района          |                  | 8122        |
|      | Флаг муниципального образования «Хамагаттинский наслег» Намского улуса                                       |                  | 9394        |
|      | Флаг муниципального образования «Хатылынский наслег» Чурапчинского улуса                                     | 13 апреля 2009   | 6612        |
|      | Флаг муниципального образования «Хатын-Арынский наслег» Намского улуса                                       |                  | 9396        |
|      | Флаг муниципального образования «Хатырыкский наслег» Намского улуса                                          |                  | 8107        |
|      | Флаг муниципального образования «Хаяхсытский наслег» Чурапчинского улуса                                     |                  | 8389        |
|      | Флаг муниципального образования «Хомустахский 1-й наслег» Намского улуса                                     | 26 февраля 2010  | 6618        |
|      | Флаг муниципального образования «Хомустахский 2-й наслег» Намского улуса                                     |                  |             |
|      | Флаг муниципального образования «Хоринский наслег» Сунтарского улуса (района)                                |                  | 9398        |
| Ч—Ш  | |                  |             |
|      | Флаг муниципального образования «Чакырский наслег» Амгинского улуса (района)                                 | 1 апреля 2009    | 6592        |
|      | Флаг муниципального образования «Чапаевский наслег» Олёкминского района                                      | 11 ноября 2008   |             |
|      | Флаг муниципального образования «Чаппангдинский наслег» Нюрбинского района                                   | 16 апреля 2010   | 6626        |
|      | Флаг муниципального образования «Чернышевский наслег» Вилюйского улуса (района)                              |                  | 9228        |
|      | Флаг муниципального образования «Чукарский наслег» Нюрбинского района                                        |                  | 8120        |
|      | Флаг муниципального образования «Шологонский наслег» Горного улуса                                           | 27 октября 2010  | 6600        |

## Упразднённые флаги
| Флаг | Наименование                                                                     | Дата утверждения | Дата отмены   |
| ---- | -------------------------------------------------------------------------------- | ---------------- | ------------- |
|      | Флаг муниципального образования «Намский наслег» Верхневилюйского улуса (района) | 10 июня 2008     | 23 марта 2012 |